# Luna E–6–1
A Luna E–6–1 jelzésű szovjet űrszonda, a Luna-program, a Hold-program részeként készült.

## Küldetés
Tervezett feladat a Hold megközelítése, felületének fényképezése, a kozmikus sugárzás, a napszél, a mikrometeoritok, az interplanetáris anyag és a Hold mágneses terének vizsgálata.

## Jellemzői
Építette és üzemeltette az OKB–1 (oroszul: Особое конструкторское бюро №1, ОКБ-1).
Az 1963. január 4-én a Bajkonuri űrrepülőtér indítóállomásról egy Molnyija hordozórakéta típusú hordozórakétával állították Föld körüli parkolópályára. Az orbitális egység pályája 87.5 perces, 64.9 fokos hajlásszögű, az elliptikus pálya perigeuma 151 kilométer, apogeuma 151 kilométer volt. A Hold felé indítva az utolsó fokozat hajtóművének beindításával kellett volna elérnie a szökési sebességet. Nem sikerült a szökési sebességet elérni, ezért pályájának csúcspontjáról visszazuhanva január 5-én belépett a légkörbe és elégett.

## Külső hivatkozások
- Luna E–6–1. zarya.info. [2012. december 26-i dátummal az eredetiből archiválva]. (Hozzáférés: 2013. január 11.)
- Luna E–6–1. zarya.info. [2013. október 13-i dátummal az eredetiből archiválva]. (Hozzáférés: 2013. január 11.)

| Elődje: Luna E–3–2 | Luna-program 1960–1963 | Utódja: Luna E–6–2 |